# The Last Seven Days
"The Last Seven Days" is een nummer van de Nederlandse band Gloria. Het nummer werd uitgebracht op hun debuutalbum Mea Semper Gloria Vivet uit 1969. Dat jaar werd het nummer uitgebracht als de eerste single van het album.

## Achtergrond
"The Last Seven Days" is geschreven door zanger Robert Long in samenwerking met John Möring en Karel Hille en geproduceerd door Möring en Bobbie Graham. Het nummer was vooruitstrevend vanwege het gebruik van een wah-wahpedaal, waarmee basgitarist Hoss van Hardeveld zijn partij inspeelde. Het was de eerste keer dat deze methode in de popmuziek werd gebruikt.
Het verhaal van "The Last Seven Days" is het tegenovergestelde van het scheppingsverhaal: God besluit om zijn schepping van de aarde terug te draaien door iedere dag iets van de planeet weg te nemen. Dit is een straf voor de mensheid, die de aarde heeft vernield. Op de voorlaatste dag wordt de mensheid dan ook verbrand, en op de laatste dag huilt God om een lege aarde.
Geen van de leden van Unit Gloria waren kerkgangers, desondanks gaf het geen raar gevoel om "The Last Seven Days" uit te brengen. Volgens drummer Gerrit Hol sprak het de band juist aan en voelde de sfeer eromheen goed. Door het nummer, alsmede een volgende single "Our Father", werd de band gezien als een relipopgroep. Robert Long was het hier totaal niet mee eens en vertelde in een interview met de krant De Telegraaf: "We werden overstroomd met verzoeken om in kerken te spelen. Dat is een tolerant trekje van kerken dat me hels maakt. Onder moderne vlag dezelfde ouwe, smerige rotzooi verkopen. Walgelijk."
"The Last Seven Days" werd de eerste hit van Gloria, en direct een van de grootsten; alleen "Clap Your Hands and Stamp Your Feet" (uitgebracht als Unit Gloria) behaalde een groter succes.
De plaat werd destijds veel gedraaid op Radio Veronica en de publieke popzender Hilversum 3 en werd een grote hit. De plaat bereikte de 5e positie in zowel de Nederlandse Top 40 op Radio Veronica  als de Parool Top 20 op Hilversum 3. Daarnaast behaalde de plaat ook hitnoteringen in het Verenigd Koninkrijk, Verenigde Staten, Canada, Duitsland, Frankrijk, Israël en Suriname.

## Hitnoteringen

### Nederlandse Top 40
| Hitnotering: 29-03-1969 t/m 31-05-1969 | Hitnotering: 29-03-1969 t/m 31-05-1969 | Hitnotering: 29-03-1969 t/m 31-05-1969 | Hitnotering: 29-03-1969 t/m 31-05-1969 | Hitnotering: 29-03-1969 t/m 31-05-1969 | Hitnotering: 29-03-1969 t/m 31-05-1969 | Hitnotering: 29-03-1969 t/m 31-05-1969 | Hitnotering: 29-03-1969 t/m 31-05-1969 | Hitnotering: 29-03-1969 t/m 31-05-1969 | Hitnotering: 29-03-1969 t/m 31-05-1969 | Hitnotering: 29-03-1969 t/m 31-05-1969 | Hitnotering: 29-03-1969 t/m 31-05-1969 |
| Week                                   | 1                                      | 2                                      | 3                                      | 4                                      | 5                                      | 6                                      | 7                                      | 8                                      | 9                                      | 10                                     |                                        |
| -------------------------------------- | -------------------------------------- | -------------------------------------- | -------------------------------------- | -------------------------------------- | -------------------------------------- | -------------------------------------- | -------------------------------------- | -------------------------------------- | -------------------------------------- | -------------------------------------- | -------------------------------------- |
| Nummer                                 | 40                                     | 15                                     | 8                                      | 5                                      | 5                                      | 7                                      | 7                                      | 9                                      | 16                                     | 24                                     | uit                                    |

### Parool Top 20 / Hilversum 3 Top 30
Na 6 weken werd het aantal noteringen in deze lijst gewijzigd van 20 naar 30 en werd de nieuwe hitlijst de Hilversum 3 Top 30.
| Hitnotering: 12-04-1969 t/m 31-05-1969 | Hitnotering: 12-04-1969 t/m 31-05-1969 | Hitnotering: 12-04-1969 t/m 31-05-1969 | Hitnotering: 12-04-1969 t/m 31-05-1969 | Hitnotering: 12-04-1969 t/m 31-05-1969 | Hitnotering: 12-04-1969 t/m 31-05-1969 | Hitnotering: 12-04-1969 t/m 31-05-1969 | Hitnotering: 12-04-1969 t/m 31-05-1969 | Hitnotering: 12-04-1969 t/m 31-05-1969 | Hitnotering: 12-04-1969 t/m 31-05-1969 |
| Week                                   | 1                                      | 2                                      | 3                                      | 4                                      | 5                                      | 6                                      | 7                                      | 8                                      |                                        |
| -------------------------------------- | -------------------------------------- | -------------------------------------- | -------------------------------------- | -------------------------------------- | -------------------------------------- | -------------------------------------- | -------------------------------------- | -------------------------------------- | -------------------------------------- |
| Nummer                                 | 10                                     | 6                                      | 5                                      | 8                                      | 8                                      | 14                                     | 17                                     | 23                                     | uit                                    |

### NPO Radio 2 Top 2000
| Nummer met noteringen in de NPO Radio 2 Top 2000 | '99  | '00  | '01  | '02  | '03 | '04  | '05 | '06  | '07  | '08  | '09  | '10  | '11  | '12  |
| ------------------------------------------------ | ---- | ---- | ---- | ---- | --- | ---- | --- | ---- | ---- | ---- | ---- | ---- | ---- | ---- |
| The Last Seven Days                              | 1117 | 1580 | 1122 | 1234 | 977 | 1110 | 948 | 1057 | 1049 | 1044 | 1131 | 1084 | 1549 | 1921 |

1. ↑  Een vetgedrukt getal geeft de hoogste notering aan.
2. ↑  Deze tabel is bijgewerkt tot en met de laatste editie (2024).